# 坂之下 (所沢市)
坂之下（さかのした）は、埼玉県所沢市の大字。郵便番号359-0012。

## 地理
所沢市の東端に位置する。
柳瀬地区に属し、周囲の南永井・城・亀ヶ谷、および新座市（中野 ･大和田）、清瀬市下宿と隣接する。面積は約1.5 km2。
地内を関越自動車道が縦断し、所沢インターチェンジにて国道463号と接続する。なお国道463号は地内中央を東西に横断しており、近隣には新座市中野に設置された国道254号（川越街道）英インターチェンジがある交通の要衝である。
また同市内の中央を西から東に流れてきた東川は当地南端で柳瀬川に合流する。

### 河川
- 東川 - 橋梁：上流側より、・柳瀬橋（オリンピック道路） ・にこにこ橋[7] ・城下橋（埼玉県道179号）
- 柳瀬川 - 橋梁： 清柳橋・大和田坂之下橋（エスロジ橋)ほか

## 歴史
かつては埼玉県入間郡柳瀬村であった。

### 沿革
- 1889年（明治22年）4月1日 - 町村制施行に伴い、坂之下村、城村、南永井村、亀ヶ谷村、日比田村、本郷村が合併し、柳瀬村の大字坂之下となる。
- 1955年（昭和30年）4月1日 - 柳瀬村が所沢市・三ヶ島村と合併し、所沢市の大字となる。
- 1971年（昭和46年）12月20日 - 町内に一般国道254号東京川越道路が開通し、所沢ICが供用開始[8]。
- 1973年（昭和48年）4月1日 - 東京川越道路が高速自動車国道の関越自動車道に編入される。

## 世帯数と人口
2017年（平成29年）9月30日現在の世帯数と人口は以下の通りである。
| 大字   | 世帯数  | 人口  |
| ------ | ------- | ----- |
| 坂之下 | 365世帯 | 752人 |

## 小・中学校の学区
市立小・中学校に通う場合の学区（校区）は以下の通り。
| 町丁   | 番・番地 | 小学校             | 中学校             |
| ------ | -------- | ------------------ | ------------------ |
| 坂之下 | 全域     | 所沢市立柳瀬小学校 | 所沢市立柳瀬中学校 |

## 交通

### 鉄道
地内に鉄道駅は無く最寄駅は、JR東日本武蔵野線:東所沢駅または新座駅。

### 道路
- 関越自動車道
  - 所沢インターチェンジ
- 国道463号（浦和所沢バイパス）
- 埼玉県道・東京都道179号所沢青梅線
- 市道 オリンピック道路

交差点
- 柳瀬小学校前
- 坂之下橋
- 坂之下

バス

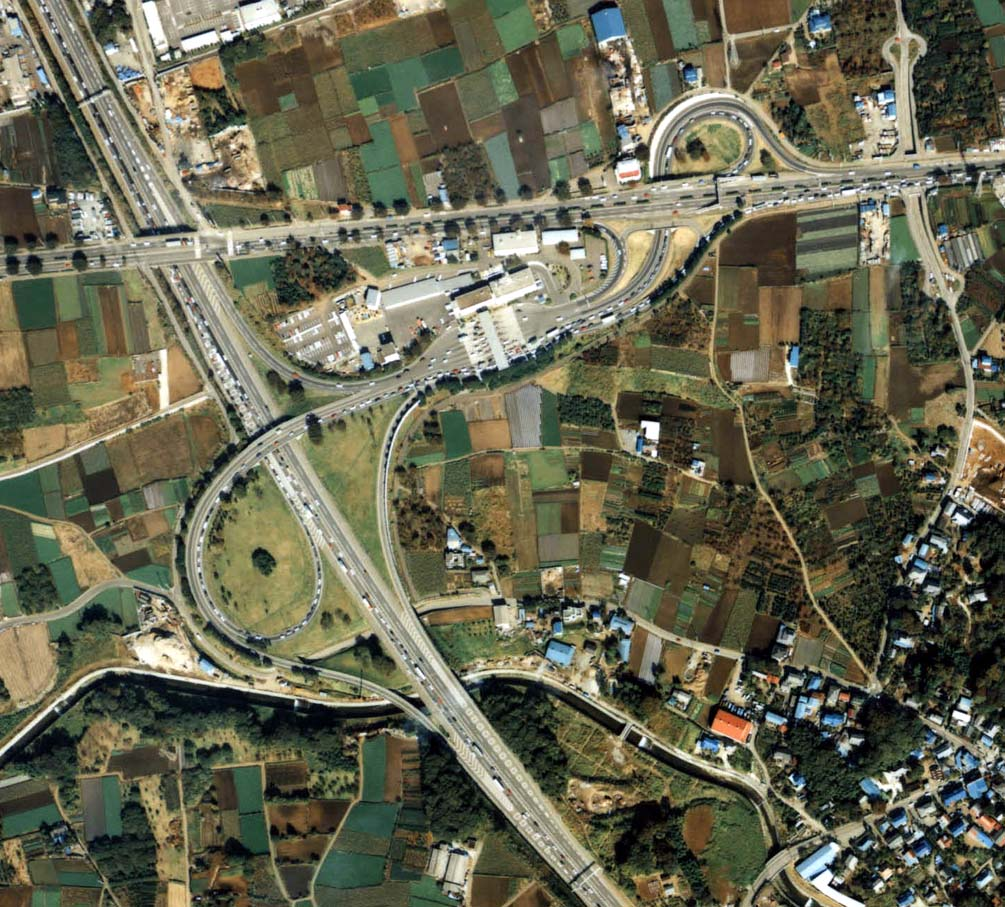
所沢IC付近（1989年）航空写真

西武バス（所52系統） ・坂之下上 ・金毘羅 ・坂之下 下車

## 施設
教育
- 所沢市立柳瀬小学校
- 所沢市立柳瀬中学校

公共
- 所沢市パークゴルフ場[10]
- 坂之下会館
- 所沢市立プロペラ - 障害者福祉施設[11]

寺社
- 医王山東光寺

滝の城（別称:本郷城）の鬼門鎮護の寺として文明期に創建されたと伝わる曹洞宗の寺院。本尊は薬師如来で、本堂のほか金毘羅堂・絵馬堂がある。境内には不動明王、童子、地蔵、白山妙理大権現など石仏が数多い。
- 坂之下天神社
- 藤森稲荷神社

史跡
- 柳瀬荘 - 別荘敷地内の「黄林閣」は国の重要文化財に指定されている。

## 関連文献
- 「坂下村」『新編武蔵風土記稿』 巻ノ157入間郡ノ2、内務省地理局、1884年6月。NDLJP:764001/54。